# 隆格奥瓦尔
隆格奥瓦尔（Longowal），是印度旁遮普邦Sangrur县的一个城镇。总人口20269（2001年）。

## 人口
该地2001年总人口20269人，其中男性11127人，女性9142人；0—6岁人口2551人，其中男1430人，女1121人；识字率51.82%，其中男性为56.29%，女性为46.38%。